# مرکز پزشکی آلبرت اینشتین
مرکز پزشکی آلبرت اینشتین (به انگلیسی: Albert Einstein Medical Center) بیمارستانی خصوصی در شهر فیلادلفیا ایالات متحده آمریکا است و دارای ۷۰۱ تخت است.